# Zeltnera setacea
Zeltnera setacea är en gentianaväxtart som först beskrevs av George Bentham, och fick sitt nu gällande namn av G.Mans.. Zeltnera setacea ingår i släktet Zeltnera och familjen gentianaväxter. Inga underarter finns listade i Catalogue of Life.